# Southwestern Central High School
Southwestern Central High School es un high school ubicado en la pedanía de West Ellicott, en Jamestown, Nueva York (Estados Unidos). Su zona de influencia o distrito educativo incluye Busti, Celoron, Lakewood, y Jamestown West.

## Deportes
Compite en béisbol, sófbol, fútbol, natación, atletismo, campo a través, baloncesto, fútbol americano, lucha libre deportiva, hockey sobre hielo, animación y bowling.
Destaca su equipo de fútbol americano, que se ha proclamado en 2008 y 2009 campeón del estado de Nueva York en la categoría correspondiente a su tamaño (clase C).

## Alumnos de intercambio
El colegio ha contado con varios alumnos españoles debido al programa de intercambio de estudiantes llevado a cabo en los años 1970 y 80 por el profesor de español ya retirado Carl Rizzo.